# Olympic Gold
Olympic Gold  är det officiella datorspelet till de olympiska sommarspelen 1992, i Barcelona, Spanien. Det släpptes till Segas konsoler Mega Drive/Sega Genesis, Master System och Game Gear.
Spelet utvcecklades av US Gold, och var först ut att ha officiell licens från internationella olympiska kommittén; Det sponsrades också av Coca-Cola, och spelet innehöll företagslogotypen på ett luftskepp ovanför poängtavlan, samt företagets jingel.
Knappmosar/hetstryckar-tekniken är viktig i spelet, förutom bågskytte och simhopp, i simningen är det nertonat.
Varje deltagare har ett fiktivt namn och en nationalitet (man väljerm ellan Storbritannien, Frankrike, Tyskland, Italien, Spanien, USA, Japan och Förenade laget, alla med egen hymn) och styrkor och svagheter: J. Balen, är till exempel duktig på att slå rekord i 100 meter och 110 men bara medelmåttig släggkastare. Dessutom verkar varje datorkontrollerad spelare bättre i en speciell tävling beroende på land: Tyskar brukar dominera bågskytte, italienare simning, ryssar stavhopp, och amerikaner i löpning.

## Tävlingar
- 100 meter
- Släggkastning
- Bågskytte
- 110 meter häck
- Stavhopp
- 200 meter frisim
- 3 meters svikthopp

## Tävlan
I spelet kan man träna, delta i mini-OS (där visa tävlingar kan väljas bort) eller olympiska spel. Tre svårighetsgrader finns (club, national och Olympic) med olika skillnader: Datorkontrollerade idrottare kan slå världsrekord och olympiska record på högre nivåer.